# Carmen Lundy
Carmen Latretta Lundy (Miami, 1 november 1954) is een Amerikaanse jazzzangeres, actrice en componiste.

## Biografie
Lundy zong als opgroeiende in gospelkoren en rhythm-and-blues-bands. Aan de University of Miami studeerde ze vervolgens klassieke zang, daarna tot 1978 compositie en jazztheorie. Vervolgens verhuisde ze naar New York, waar ze eerst bij de Thad Jones/Mel Lewis Big Band en Ray Barretto zong. In een Broadway-opvoering speelde ze Billie Holiday en bezocht ze iets later Europa met de show Sophisticated Ladies. Vanaf 1980 leidde ze eigen formaties, waarin o.a. John Hicks, Fred Wesley, Cedar Walton, Walter Bishop en haar broer Curtis Lundy speelden. Al haar debuutalbum Good Morning Kiss (1985) kwam in de Billboard-rondvraag onder de top 10 op het gebied van de jazz. Er volgden tournees en festivaloptredens in Europa. Op de volgende albums speelden o.a. Kenny Kirkland, Kevin Eubanks, Chico Freeman, Bob Mintzer, Randy Brecker en Harry Whitaker. Verder is ze te horen op enkele albums van Dino Betti van der Noot en Kip Hanrahan en heeft ze samengewerkt met Don Pullen, Marian McPartland, Ernie Watts en Bobby Watson. In 2006 werkte ze mee als gastvocaliste bij Geri Allens album Timeless Portraits and Dreams.
Lundy werkt bovendien als artieste en schilderes en doceert aan hogescholen.

## Discografie
- 1986: Good Morning Kiss
- 1991: Moment to Moment (Arabesque Records)
- 1994: Self Portrait (JVC)
- 1997: Old Devil Moon (JVC)
- 2003: Something to Believe In (Justin Time Records)
- 2005: Jazz and the New Songbook: Live at the Madrid (Afrasia)
- 2007: Come Home (Afrasia)
- 2009: Solamente (Afrasia)
- 2012: Changes (Afrasia)
- 2014: Soul to Soul (Afrasia)
- 2017: Code Noir (Afrasia)